# فیلیپوس وتهاک
فیلیپوس وتهاک (هلندی: Philippus Vethaak; ۱ اکتبر ۱۹۱۴ – ۲۳ سپتامبر ۱۹۹۱) دوچرخه‌سوار اهل هلند بود.